# Please (Elton John)
Please è un singolo di Elton John pubblicato nel 1996 da Rocket Records in formato CD single, estratto dall'album Made in England.

## Il disco
Please è stata composta da Elton John su testi di Bernie Taupin. Si caratterizza come un brano melodico, ma dall'andatura piuttosto movimentata. È classificabile nel pop; ai cori si cimentano Davey Johnstone, Bob Birch, Guy Babylon e lo stesso Elton.
Il titolo, che significa letteralmente per favore, si riferisce alla frase "please, let me grow old with you" (traducibile con ti prego, lascia che io invecchi con te). Il testo di Bernie parla di una tormentata storia d'amore. Il videoclip della canzone, ispirato agli anni Sessanta e alla pop art, è stato girato da Howard Greenhalgh (che aveva già diretto quello del singolo Made in England).
Please è stata commercializzata come singolo all'inizio del 1996 (ma non negli Stati Uniti); non ha comunque avuto un grandissimo successo, conseguendo esclusivamente una #33 UK. Tuttavia, è stata inclusa nella famosa compilation Love Songs del 1996 (della quale costituisce la 16ª e penultima traccia). Questo indica con ogni probabilità che Elton John valutava la qualità di questo brano in modo superiore al successo ottenuto.

## I singoli
Tracce

### CD single (promo)
1. "Please" - 3:53

1. "Please" - 3:52

### CD single (EJSCD 40)
1. "Please" - 3:55
2. "Made in England" (Junior's Sound Factory Mix) - 11:02
3. "Made in England" (Junior's Joyous Mix) - 4:21

### CD single (EJSDD40 852687)
1. "Please" - 5:06
2. "Honky Cat" (live) - 7:06
3. "Take Me to the Pilot" (live) - 5:38
4. "The Bitch Is Back" (live) - 4:21

### CD single (852 729-2)
1. Please - 3:55
2. Belfast - 6:32
3. Lies - 4:25